# Richard Dove
Richard Wilhelm Dove (født 27. februar 1833 i Berlin, død 18. september 1907 i Göttingen) var en tysk retslærd, søn af Heinrich Dove.
Dove blev 1855 Dr.jur., 1859 privatdocent i Berlin, 1862 ekstraordinær professor, 1863 ordentlig professor i Tübingen, 1865 i Kiel, 1868 i Göttingen, 1871 medlem af rigsdagen, 1875 af det preussiske herrehus.
Tyngdepunktet i Doves videnskabelige liv er hans bearbejdelse af Aemilius Ludwig Richters Lehrbuch des katholischen og evangelischen Kirchenrechts (8. oplage sammen med Wilhelm Kahl, 1886). Varig fortjeneste af kirkerettens studium indlagde han sig ved 1861 at stifte Zeitschrift für Kirchenrecht.
Foruden talrige afhandlinger i dette og andre tidsskrifter, for eksempel Untersuchungen über die Sendgerichte, skrev Dove De iurisdictionis ecclesiasticæ apud Germanos Gallosque progressu (1855) og Einige Gedenkblätter historisch-politischen Inhalts aus der Geschichte der Georg-Augusts-Universität zu Göttingen von 1837-87 mit besonderer Berücksichtigung der Kriegsjahre 1870-71 (1887, ny udgave 1895).
Han udgav Sammlung der wichtigeren neuen Kirchenordnungen, Kirchen-Verfassungsgesetze, Synodal- und kirchlichen Gemeinde-Ordnungen des evangelischen Deutschlands (1865). Doves kirkeretlige kundskaber blev meget benyttede af den preussiske regering; han var blandt andet medlem af domstolen for kirkelige anliggender.